# Nordiska mästerskapen i brottning 1981
Nordiska mästerskapen i brottning 1981 hölls den 21 mars 1981 i Pyhäjärvi i Finland. Det var den 24:e upplagan av tävlingen.

## Medaljtabell
*   Värdland ( Finland)
| Nr                  | Nation              | Guld | Silver | Brons | Totalt |
| ------------------- | ------------------- | ---- | ------ | ----- | ------ |
| 1                   | Finland*            | 4    | 5      | 0     | 9      |
| 2                   | Sverige             | 4    | 3      | 2     | 9      |
| 3                   | Norge               | 2    | 2      | 5     | 9      |
| 4                   | Danmark             | 0    | 0      | 3     | 3      |
| Totalt (4 nationer) | Totalt (4 nationer) | 10   | 10     | 10    | 30     |

## Resultat

### Grekisk-romersk stil
| Gren    | Guld             | Silver            | Brons                 |
| 48 kg   | Lars Rønningen   | Kent Andersson    | Finn Hansen           |
| 52 kg   | Reijo Haaparanta | Mikael van Ampt   | Kjell Y. Karlsen      |
| 57 kg   | Kari Keskinen    | Ronny Sigde       | Bjarne Nielsen        |
| 62 kg   | Benni Ljungbeck  | Pekka Vehviläinen | Morten Brekke         |
| 68 kg   | Gerry Svensson   | Mikka Viskari     | Atle Støve            |
| 74 kg   | Tapio Sipilä     | Trond Kvalheim    | Magnus Fredriksson    |
| 82 kg   | Klaus Mysen      | Jari Salomäki     | Sören Claeson         |
| 90 kg   | Frank Andersson  | Jarmo Övermark    | Pål Berger            |
| 100 kg  | Keijo Manni      | Roger Öberg       | Geir Erik Sabel Olsen |
| +100 kg | Tomas Johansson  | Oiva Kaakko       | Bjørn Pedersen        |